# Julbach (Ausztria)
Julbach település Ausztriában, Felső-Ausztria tartományban, a Rohrbachi járásban, területe 22 km².

## Fekvése
Tengerszint feletti magassága 589 méter. Julbach Ulrichsberg, Peilstein im Mühlviertel, Nebelberg, Wegscheid és Breitenberg településekkel határos.

## Népesség
Lakosainak száma 1537 fő (2018. január 1.).